# André-Kamperveen-Stadion
Das André-Kamperveen-Stadion ist das einzige Mehrzweckstadion von Bedeutung in Paramaribo, Suriname.
Es wird jedoch fast ausschließlich für Fußballspiele genutzt, da es nur über eine Grasfeldlaufbahn und eine Piste für Radrennen verfügt. Das Stadion, das hinter dem Sekretariat des Surinaamse Voetbal Bondes (SVB) an der Letitia Vriesdelaan in Paramaribo liegt, besteht aus einer längsseitigen Haupt- und einer gegenüberliegenden Nebentribüne.

## Entwicklung
Die ursprünglich vorhandenen Stehplätze mussten aus Sicherheitsgründen für Besucher gesperrt werden. Hierdurch wurde das Fassungsvermögen von 18.000 Zuschauern auf heute (Dezember 2013) circa 6.000 Sitzplätze reduziert. Im November 2006 stürzte zudem ein Teil der Außenmauer im Kurvenbereich ein.
Dabei war das als Suriname-Stadion am 29. August 1953 mit dem Fußball-Länderspiel Suriname gegen Aruba eingeweihte Arena einmal als das Schmuckstück des karibischen Gebietes bekannt; Suriname gehört der CONCACAF an.
Bis vor wenigen Jahren trugen fast alle Mannschaften der höchsten Spielklasse des SVB ihre Meisterschaftsspiele hier aus. Seit 1955 verfügt das Stadion über eine Flutlichtanlage, die heute jedoch nicht mehr internationalen Anforderungen entspricht.

## Der Name des Stadions
Mit der Enthüllung der vom Bildhauer Erwin de Vries geschaffenen Bronzeskulptur von André (Ampie) Kamperveen zum 80. Jahrestag der Gründung des SVB, am 1. Oktober 2000, wurde das Suriname-Stadion in André-Kamperveen-Stadion umbenannt.
Kamperveen war in seiner aktiven Zeit einer der herausragenden Fußballer Surinames – und einer der Torschützen beim Eröffnungsspiel des Stadions. Er war später als Journalist tätig und gründete 1975 die Radiostation ABC in Paramaribo. Außerdem war er der erste Präsident der im Jahr 1978 gegründeten Caribbean Football Union (CFU), Vize-Vorsitzender der FIFA und nach dem Militärputsch im Februar 1980 Minister für Kultur, Jugend und Sport. Allerdings sollte das Militär auch sein Schicksal besiegeln, am 8. Dezember 1982 war er eines der 15 Opfer, die im Fort Zeelandia hingerichtet wurden.

## Renovierungen
Am 2. April 2007 gab der damalige Vorsitzende des SVB, Louis Giskus während einer Pressekonferenz bekannt, dass das Stadion bis Oktober 2007 renoviert sei. Dieses Versprechen erfolgte im Beisein von zwei FIFA-Sicherheitsinspektoren. Dem SVB wurde von der FIFA bis maximal Januar 2008 die Zeit gegeben um das André-Kamperveen-Stadion wieder für Qualifikationsspiele des Fifa/Concacaf-Verbandes tauglich zu machen.
Obwohl die Umbauarbeiten am Stadion noch nicht ganz abgeschlossen waren, gab die FIFA Zustimmung das Qualifikations-Hinspiel zur WM 2010 am 14. Juni 2008 gegen Guyana hier austragen zu lassen. Suriname gewann vor circa 5000 Zuschauern mit 1:0.
Am 30. August 2008 wurde das teilweise renovierte Stadion, in Anwesenheit von Präsident Venetiaan und Vertretern der FIFA, des Concacaf sowie des KNVB, mit dem Freundschaftsspiel Suriname gegen Französisch-Guayana (2:1) offiziell wieder in Gebrauch genommen.
Kurz vor Beginn der Hoofdklasse Saison 2009/10, wurde die Flutlichtanlage erneuert und am 4. Oktober 2009 offiziell in Betrieb genommen.